# Ташаулово
Ташаулово (баш. Ташауыл) — деревня в Салаватском районе Башкортостана, входит в состав Таймеевского сельсовета.

## История
Основана во 2-й пол. 18 в. башкирами Мурзаларской вол. Сибирской дороги на собств. землях. Деревня Ташаул называли Ташево, Такаево. В 1795 г. она состояла лишь из 12 дворов, где проживало 54 человека, что свидетельствует о недавнем ее возникновении. В 1816 г. в 13 домах взято на учет 74 мужчины, двое из которых были многоженцами. Один из ее жителей, Сесянбай Салимов, 1779 года рождения, в 1816 г. еще не вернулся с войны 1812 г. У него были братья Кусарбай (его сыновья Кускарбай, Кинзебулат) и Ишмурат (его сын Ишнияз). В 1834 г. было 90, в 1859 г. - 89, в 1920 г. - 419 башкир.
Деревня находилась в 165 верстах от г. Уфа. Пашня располагалась у подножия горы. Практиковали трехпольный севооборот. Сеяли рожь, овес, пшеницу. В 1842 г. на 81 человека было засеяно 17 четвертей озимого и 97 четвертей ярового хлеба. Было посажено 2 четверти картофеля. На 16 дворов имели 51 лошадь, 62 коровы, 23 овцы, 31 козу. У кого-то было 7 бортей и 2 улья.
До 2008 года деревня входила в состав Урмантауского сельсовета.

## Население
| 2002 | 2009 | 2010 |
| ---- | ---- | ---- |
| 252  | ↘217 | ↘187 |

Национальный состав
Согласно переписи 2002 года, преобладающая национальность — башкиры (97 %).

## Географическое положение
Находится на правом берегу реки Юрюзани.
Расстояние до:
- районного центра (Малояз): 63 км,
- центра сельсовета (Таймеево): 17 км,
- ближайшей ж/д станции (Кропачёво): 92 км.

## Известные уроженцы
- Ямалеев, Памир Камалетдинович (26 мая 1942 — 27 марта 1999) — советский российский биатлонист, тренер, мастер спорта по биатлону (1969), Заслуженный тренер России (1994)[6][7].